# Dayah Tuha (Syamtalira Bayu)
Dayah Tuha is een bestuurslaag in het regentschap Aceh Utara van de provincie Atjeh, Indonesië. Dayah Tuha telt 537 inwoners (volkstelling 2010).